# ثالوث الأنثى الرياضية
ثالوث الأنثى الرياضية (بالإنجليزية: Female athlete triad)‏ هو متلازمة تجمع بين 3 أعراض مرضية هي: اضطرابات التغذية ، اضطرابات الدورة الشهرية، وانخفاض كثافة المعادن في العظام (هشاشة العظام). وتُلاحظ هذه المتلازمة في الإناث اللاتي يمارسن بعض الرياضات البدنية التي تتطلب الحفاظ على وزن الجسم عند معدلات محددة، ويعد ثالوث الأنثى الرياضية مرضًا خطيرًا قد يترتب عليه العديد من المضاعفات الصحية مدى الحياة، وقد يكون قاتلًا.
وقد وصفت حالة ثالوث الأنثى الرياضية لأول مرة عام 1992، وقد وصفت بكونها حالة تجمع بين 3 أعراض رئيسية هي اضطراب التغذية وانقطاع الطمث وهشاشة العظام. وفي عام 2007 تم تغيير وصف الحالة ليصبح (عدد من الاضطرابات التي تشمل نقص الطاقة المتوفرة (مع أو بدون اختلالات تناول الطعام)، اضرابات الحيض، وانخفاض كثافة المعادن في العظام). وباستخدام الوصف الجديد فلا يجب أن تعاني المريضة من الثلاثة أعراض رئيسية مجتمعة ليتم تشخيصها كمصابة بثالوث المرأة الرياضية.
ويدعو كثير من المتخصصين إلى استخدام مصطلح "نقص الطاقة المتوفرة في الرياضيين" (بالإنجليزية: low energy availability)‏ بدلًا من مصطلح "ثالوث الأنثى الرياضية".وذلك لأن مصطلح الثالوث يركز على الإناث ويستثني الرياضيين الذكور المُعرضين أيضًا لخطر الإصابة باضطرابات التغذية والكثير من الآثار السلبية المرتبطة بها على الصحة والأداء. وفي الوقت الحاضر، فإن الآثار المترتبة على حالة "" نقص الطاقة المتوفرة" بين الرياضيين الذكور تعد غير واضحة أو مفهومة، وينبغي أن تشكل أساسًا للبحث في المستقبل.

## معدلات الانتشار
أظهرت دراسات اجريت عام 1992 من انتشار ثالوث الأنثى الرياضية بنسبة 1٪ إلى 4٪ في الإناث الممارسات للرياضة. ومع ذلك فإن معدلات الانتشار الحقيقة تظل غير معروفة على وجه الدقة. ولكنه في المجمل نجد أن الإقبال المتصاعد والمتسارع من الإناث لدخول المجال الرياضي يسبب زيادة مستمرة في أعداد المصابات بالثالوث.

## الأعراض والعلامات
يمكن أن تشمل الأعراض السريرية للثالوث التعب، وتساقط الشعر، وبرودة اليدين والقدمين، وجفاف الجلد، خسارة ملحوظة في الوزن، وزيادة وقت الشفاء من الإصابات، وزيادة حدوث كسور العظام وتوقف الحيض. قد تواجه صعوبات الإناث تتأثر أيضا مع تدني الثقة بالنفس والاكتئاب. وثلاثة أعراض مرضية هامة هي:
- اضطراب التغذية
- اضطرابات الدورة الشهرية
- هشاشة العظام (ترقق العظام)

وبالفحوصات الطبية قد تظهر اختلالات كارتفاع نسبة الكاروتين في الدم وفقر الدم وانخفاض ضغط الدم الانتصابي، انخفاض نسبة هرمون الاستروجين، وضمور المهبل، وبطء القلب.

### اضطراب التغذية
يعبّر مصطلح «الطاقة المتوفرة» عن الفرق بين «الطاقة المُدخلة» التي يتم الحصول عليها عن طريق الغذاء و«الطاقة المُستهلكة» التي تُفقد للقيام بالأنشطة الجسدية. وفي حالة الإناث اللاتي يمارسن الرياضة، فإن «الطاقة المتوفرة» تكون ضئيلة جدًا نتيجة نقص الطاقة المدخلة بسبب اضطرابات التغذية التي تعاني منها المريضة، بالإضافة إلى زيادة «الطاقة المستهلكة» نتيجة القيام بالرياضة والتدريبات المجهدة جسديًا. وقد لا تعاني المريضة من اضطرابات تغذية نهائيًا ويتناقص لديها الطاقة المتوفرة بسبب زيادة «الطاقة المستهلكة» وحدها. وقد تتراوح اضطرابات التغذية التي قد تعاني منها المريض من مجرد الامتناع عن بعض أنواع من الأكل كالدهون، والقيء وتناول الأدوية الملينة ومدرات البول والحقن الشرجية، وحتى القهم العصبي والنهام العصبي. ويترتب على اضطرابات التغذية عدم حصول الجسم على القدر الكافي من المواد الغذاية وبالتالي اضطراب العديد من وظائف الأعضاء.
وقد تكون اضطرابات التغذية ناتجة عن عادات غذائية خاطئة غير مقصودة، وقد تحدث عن عمد بسبب رغبة المريضة الرياضية في التقليل من وزنها أو تجنب زيادة الوزن.

### انقطاع الحيض
انقطاع الطمث هو توقف الدورة الشهرية لمدة تزيد عن 3 شهور، وليس للممارسة الرياضة تأثيرًا سلبيًا على انتظام الدورة الشهرية، وإنما اضطراب وزن المريضة صعودًا وهبوطًا بسبب اضطرابات التغذية هو ما يسهم في اختلال نسب الهرمونات المفرزة من منطقة تحت المهاد بالمخ والتي تقوم بتنظيم إفرازات هرمونات الغدة النخامية والتي من بينها الهرمونات المنظمة لعمل الغدد التناسلية، والمنشطة لإفراز هرمون الإستروجين المسئول عن تنظيم الدورة الشهرية. فتناول كميات ضئيلة من الطعام وعدم الحصول على القدر الكافي من الكربوهيدرات يسبب تناقص إفراز منطقة تحت المهاد وبالتالي إفراز الهرمونات المنظمة لعمل الغدد التناسلية وتناقص هرمون الاإستروجين وغياب الدورة الشهرية. وهناك نوعان من انقطاع الطمث، فقد يكون غياب الدورة الشهرية أوليًا أي عدم حدوث الإحاضة لأول مرة في عمر المريضة أو تأخر حدوثها عن السن المناسب. وقد يكون ثانويًا أي انقطاع الطمث بعد بدء حدوثه لمدة تزيد عن 90 يومًا.

### هشاشة العظم
هشاشة أو تخلخل العظام هو تناقص قوة العظام مما يعرض المريض لتزايد خطر الإصابة بالكسور، وينتج تخلخل العظام في حالة المريضة المصابة بثالوث الأنثى الرياضية نتيجة اضطراب التغذية وعدم تناول الكميات الكافية من الغذاء المحتوي على الكالسيوم وفيتامين د والبروتين. كما يتسبب نقص هرمون الاستروجين في تخلخل العظام أيضًا. وقد يؤثر تخلخل العظام على مهنية وأداء اللاعبة الرياضية بسبب ما قد تصاب به من كسور وشروخ عظمية.

## الأسباب

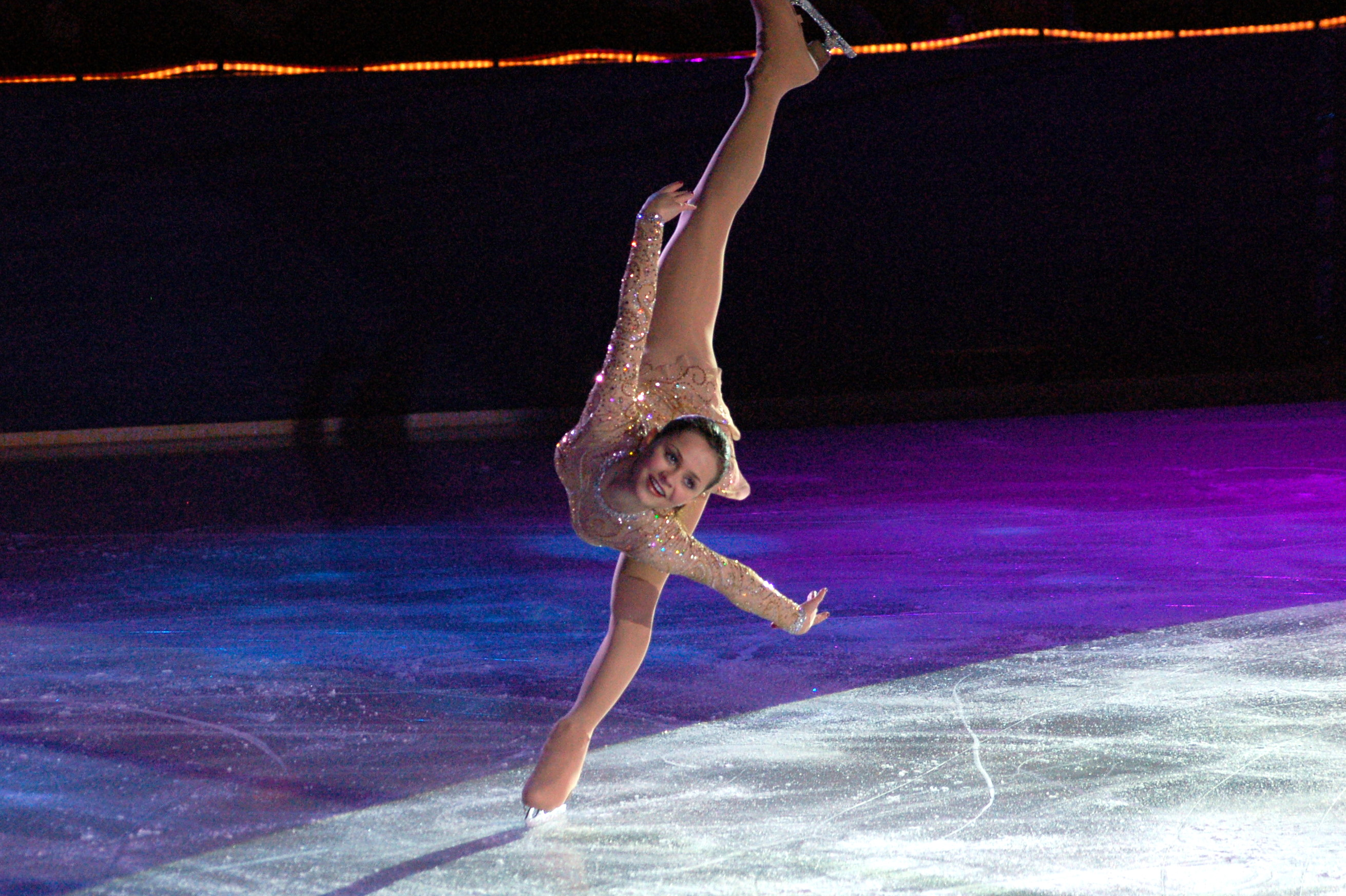
فتاة تمارس التزلج الفني على الجليد

غالبًا ما تظهر أعراض ثالوث الأنثى الرياضية على الإناث اللاتي يمارسن الرياضات التي تحتاج إلى النحافة والإبقاء على وزن الجسم منخفضًا ، كالجمباز والباليه والتزلج الفني على الجليد والغطس والسباحة والركض.

## العلاج
لا توجد دراسة توضّح كيفية معالجة الرياضيات المصابات بانقطاع الطمث بسبب اضطرابات التغذية واللائي تنخفض لديهن كثافة العظام، ويُنتظر ان توضع استراتيجيات وقائية وعلاجيه في هذا المجال مستقبلًا.
وبما أن السبب الكامن وراء ثالوث هو عدم التوازن بين الطاقة التي يتم الحصول عليها من خلال التغذية، والطاقة التي يستهلكها الجسم أثناء ممارسة الرياضة. فإن الأساس في العلاج هو تصحيح هذا الخلل إما عن طريق زيادة السعرات الحرارية في النظام الغذائي أو عن طريق خفض حرق السعرات الحرارية بالتوقف عن ممارسة الرياضة لمدة 12 شهرا أو أكثر. ويجب أن يشرف عدد من المتخصصين على عملية العلاج ومنهم الطبيب المتخصص، واخصائي تغذية، ومستشار للصحة النفسية، ومدرب الرياضة، بالإضافة إلى الدعم من الأسرة والأصدقاء.

## روابط خارجية
- الموقع الرسمي femaleathletetriad.org
- الاكاديمية الأمريكية لعلاج العائلة The Female Athlete Triad